# Bree Daniels
Breanne Boland, connue sous les noms de scène de Bree Daniels, de Bree Victoria ou encore  Brea of Zeng  est une actrice en films pornographiques américaine. Elle est réputée pour ses scènes de lesbianisme en groupe, glamour[Quoi ?] et de sodomie.

## Particularités
Chevelure naturellement châtain teinte en blond ou en rouge framboise

### Tatouages
- Omoplate gauche : Entrelac (nœud celtique)
- Épaule gauche : Pin (symbole de la paix pour les tribus iroquoises
- Le long du bord supérieur du  muscle trapèze : inscription « l'appel du vide »
- Face antérieure de l'avant-bras gauche
- Inscription entre les deux omoplates (récente)

### Piercings
- Langue
- Nombril

## Biographie
Breanne Boland est née le 18 novembre 1991 dans l'État du Montana (États-Unis) dans une famille d'ascendance allemande et irlandaise. Elle séjourne pendant 8 ans dans une petite ville du Nord Est de l'État du Montana avant de suivre sa famille pour habiter une grande ville. Elle fait un peu de mannequinat à l’âge de 15 ans. Elle travaille encore brièvement, pendant 15 jours, comme caissière puis danseuse avant de faire carrière dans la pornographie.

## Carrière
Boland fait ses premiers pas dans la nébuleuse de la pornographie avec des scènettes webcams qu'elle diffuse sur Internet. Remarquées par un agent, ce dernier la contacte. Boland saute dans un avion pour Los Angeles. Elle fait la couverture et/ou pose pour des revues à visée masculine : Hustler, Barely Legal, Club, Penthouse, High Society... Elle entre dans l'industrie du film réservé aux adultes en 2010, à l'âge de 19 ans, , . Bien que bisexuelle, elle travaille, de préférence, pour des studios spécialisés dans la pornographie à thème lesbien tels que Girlfriends Films dès ses débuts. Bisexuelle, elle ne néglige pas les studios de pornographie plus classique tels que Evil Angel, Girlsway, Vivid, Blacked, Tushy, Vixen, Reality Kings, Twistys, Lethal Hardocre et Digital Sin entre autres.
Son ascension est fulgurante. Elle est élue Twistys Treat dès le mois de juillet 2010, .
En 2012, elle est nommée pour le Prix AVN de la meilleure scène de saphisme en groupe pour le film Please Make Me Lesbian ! 7 conjointement à  Prinzzess, Lily Carter y Zoey Holloway.
En mars 2014, elle est élue Pet of the Month de la revue Penthouse, , .
En 2015, elle reçoit le Prix XBIZ de L'Actrice Lesbienne de l'Année.
Lors de diverses entrevues journalistiques, Daniels désigne l'actrice pornographique allemande Shyla Jennings, spécialisée dans les scènes lesbiennes, comme étant son actrice préférée et situe, dans le même ordre d'idées, la série de films Please Make Me Lesbian ! produite par les studios Girlfriends Films comme ses préférés, .

## Filmographie sélective
Daniels figure au générique de plus de 300 films en tant qu'actrice. Le nom du film est suivi du nom de ses partenaires lors des scènes pornographiques.
- 2010 : Seduced By A Real Lesbian 9 avec Sienna Milano
- 2010 : Lesbian Seductions: Older/Younger 34 avec Nicole Moore
- 2011 : We Live Together.com 17 avec Ashley Roberts et Sammie Rhodes (scène 2) ; avec Georgia Jones et Sammie Rhodes (scène 3) : avec Celeste Star et Sammie Rhodes (scène 6)
- 2011 : Please Make Me Lesbian 4 avec Lily Carter
- 2011 : Lesbian Bridal Stories 5 avec Shyla Jennings
- 2012 : Women Seeking Women 79 avec Prinzzess
- 2012 : Women Seeking Women 85 avec Jelena Jensen (scène 2) ; avec Cherie DeVille et Sally Charles (scène 3)
- 2012 : We Live Together.com 22 avec Celeste Star et Rebeca Linares (scène 2)
- 2012 : We Live Together.com 23 avec Celeste Star et Malena Morgan (scène 7)
- 2012 : Please Make Me Lesbian 6 avec Lily Carter et Zoey Holloway (scène 3)
- 2012 : Please Make Me Lesbian 7 avec Prinzzess, Lily Carter et Zoey Holloway (scène 1) ; avec Shyla Jennings (scène 4)
- 2012 : Me and My Girlfriend 2 avec Dani Daniels et Georgia Jones (scène 3)
- 2012 : Lesbian Seductions: Older/Younger 42 avec Randy Moore
- 2012 : Lesbian Seductions: Older/Younger 43 avec Brenda James
- 2012 : Cheer Squad Sleepovers 1 avec Samantha Ryan
- 2012 : Cheer Squad Sleepovers 3 avec Jelena Jensen
- 2013 : Women Seeking Women 90 avec Elle Alexandra
- 2013 : Women Seeking Women 99 avec Jayden Taylors
- 2013 : We Live Together.com 25 avec Eufrat, Jessie Andrews et Sammie Rhodes (scène 3)
- 2013 : Road Queen 25 avec Jenna J Ross
- 2013 : Mother-Daughter Exchange Club 28 avec Anastasia Pierce
- 2013 : Me and My Girlfriend 5 avec Dani Daniels
- 2014 : Women Seeking Women 102 avec Laela Pryce
- 2014 : Women Seeking Women 103 avec Ashley Scott
- 2014 : We Live Together.com 31 avec Malena Morgan
- 2014 : We Live Together.com 32 avec Elle Alexandra
- 2014 : We Live Together.com 34 avec Elle Alexandra et Dani Daniels
- 2014 : Lesbian Seductions: Older/Younger 46 avec Syren De Mer
- 2014 : Lesbian Desires 2 avec Celeste Star
- 2014 : Please Make Me Lesbian 12 avec Zoey Holloway (scène 1)
- 2014 : Road Queen 31 avec Siri
- 2015 : Road Queen 32 avec Scarlet Red
- 2015 : The Bree Daniels Experience avec Ariana Marie, August Ames, Dani Daniels, Georgia Jones, Malena Morgan, Samantha Rone et Shyla Jennings
- 2015 : Me and My Girlfriend 10 avec Kenna James (scène 1) et avec Malena Morgan (scène 7)
- 2015 : Women Seeking Women 118 avec Aria Aspen
- 2015 : Girls Kissing Girls 18 avec Alex Grey et Jackie Marie
- 2016 : Road Queen 35 avec Valentina Nappi
- 2016 : Women Seeking Women 126 avec Amber Chase
- 2016 : Mother-Daughter Exchange Club 44 avec Mindi Mink
- 2016 : Cheer Squad Sleepovers 19 avec Blair Williams
- 2017 : Women Seeking Women 148 avec Shyla Jennings
- 2017 : Lesbian Seductions: Older/Younger 60 avec Reagan Foxx
- 2018 : Lesbian PsychoDramas 30 avec Milana May
- 2018 : Women Seeking Women 158 avec Aaliyah Love
- 2019 : Lesbian Seductions: Older/Younger 67 avec Giselle Palmer

Une filmographie plus complète est consultable ici

## Récompenses et distinctions honorifiques

### Prix
Le titre du film correspondant au prix obtenu est mentionné lorsqu'il est connu.
Nominations
- 2013: Prix AVN; Meilleure scène de lesbianisme en groupe pour

Please Make Me Lesbian! 7 conjointement à  Prinzzess, Lily Carter y Zoey Holloway ;
- 2015: Prix XBIZ; Actrice Lesbienne de l'Année ;
- 2016: Prix AVN; Étoile médiatique ;
- 2016: Prix XBIZ; Meilleure Actrice/Acteur de sexe en film de couple pour Thing of Beauty ;
- 2016: Prix XBIZ;  Meilleure Actrice de sexe en film protagoniste pour Thing of Beauty ;
- 2016: Inked Awards; Meilleure scène de lesbianisme pour Lesbian Stepsisters 2  ;
- 2017: Prix AVN; du public Plus belle poitrine ;
- 2017: Prix XBIZ; Meilleure Actrice du Casting pour Lefty ;
- 2018: Prix AVN; Meilleure scène lesbienne en groupe pour The Faces of Alice ;
- 2018: Prix XBIZ; Actrice Lesbienne de l'Année ;
- 2018: Prix XBIZ; Meilleure scène de sexe dans une parodie pour The Faces of Alice ;
- 2018: Prix XBIZ; Meilleure Scène de Sexe Dans un Film de Lesbianisme pour |The Faces of Alice :
- 2018: Spank Bank Awards; Most Photogenic Nymphomaniac  ;
- 2018: Spank Bank Awards; Ravishing Redhead of the Year  ;
- 2019: Prix XBIZ; Actrice Lesbienne de l'Année :
- 2019: Spank Bank Awards; Baroness of Licking Lady Ass ;
- 2019: Spank Bank Awards; Best Body Built For Sin ;
- 2019: Spank Bank Awards; Excellence in Muff Maintenance ;
- 2019: Spank Bank Awards; Lesbian Thesbian of the Year ;
- 2019: Spank Bank Awards; Most Photogenic Nymphomaniac ;
- 2019: Spank Bank Awards; Ravishing Redhead of the Year :

Remporté
- 2019: Spank Bank Technical Awards; Most Likely To Have A Threesome With Pinhead and Candyman

### Distinctions honorifiques
- Breanne Boland est la Penthouse Pet de mars 2014
- Breanne Boland est la Twisty's Treat de Twistys.com pour le mois de juillet 2010[6]